# Smecken & Sulan
Smecken & Sulan (franska: Quick et Flupke) är en tecknad serie av belgaren Hergé, skapad 1930.
Smecken och Sulan är två rackarungar i en förort till Bryssel, som ständigt orsakar/råkar ut för trubbel, till kvarterets polis och sina föräldrars förtret.

## Produktion
Smecken & Sulan publicerades först i svartvitt i Le Petit Vingtième, med början i januari 1930. Hergé fortsatte med den till 1940, när arbetet med Tintin tog allt mer av hans tid. Smecken & Sulan nypublicerades dock i serietidningen Tintin mellan 1947 och 1952, nu i färg.
Efter Hergés död 1983 kom serien ut i tolv album från 1985 till 1991.

## Lista över utgåvorna
1. Haute tension (sep. 1985)
2. Jeux interdits (sep. 1985)
3. Tout va bien (sep. 1985)
4. Toutes voiles dehors (1986)
5. Chacun son tour (1986)
6. Pas de quartier (jan. 1987)
7. Pardon, Madame (jan. 1987)
8. Vive le progrès (sep. 1987)
9. Catastrophe (jan. 1988)
10. Farces et attrapes (jan. 1989)
11. Coups de bluff (jan. 1990)
12. Attachez vos ceintures (jan. 1991)

## Smecken & Sulan i Sverige
1981 började Carlsen Comics ge ut små pocketböcker med Smecken & Sulan i Sverige. De sålde inte något vidare och projektet lades ner efter bara tre böcker. Samtliga avsnitt återutgavs, färglagda, i och med Hergé - Samlade verk.

## TV-serien
På 1980-talet gjorde Studios Hergé en TV-serie baserad på Smecken & Sulan-avsnitten. De återutgavs nyligen på DVD i Frankrike i tre delar: Coups de Bluff, Tout va Bien och Jeux Interdits.

## Kameoroller i Tintin
- I Tintin i Kongo står de i folkmassan när Tintin reser iväg. Både i originalversionen och i den nytecknade.
- I Den mystiska stjärnan syns Smecken och Sulan springande på kajen när skeppet håller på att lägga ut.
- Smecken och Sulan syns också på baksidan på Tintinalbumen, där de siktar på Haddocks flaska med whisky med en slangbella.